# Gustaf Lindblom
Gustaf "Topsy" Lindblom (Kristinehamn, Värmland, 3 de desembre de 1891 – Estocolm, 26 d'abril de 1960) va ser un atleta suec que va prendre part en els Jocs Olímpics d'Estocolm de 1912. En ells guanyà la medalla d'or en la prova del triple salt.
En retirar-se passà a dirigir la revista esportiva Idrottsbladet entre 1915 i 1934. Alhora, fou secretari de la Federació Sueca de Boxa entre 1921 i 1929 i entre 1932 i 1935 i mànager del boxejador suec Olle Tandberg el 1940. Entre 1933 i 1960 va gestionar i dirigir el famós palau de ball Nalen d'Estocolm.